# 澳岩縫男事件
澳岩縫男事件是指持有澳大利亚工作假期簽證的臺灣男子，在放假期間於烏魯魯－卡塔丘塔國家公園所發生一起旅遊意外。該名男子被夾在石縫裡，在救援上必須使用近200米（656英尺）吊繩來進行救援。

## 發生經過
楊成效與兩名年齡23歲和27歲女性同伴，於6月11日一起攀登澳大利亚北領地南部的烏魯魯巨岩，在回基地的途中擅自脫隊，偏離原定路線。澳大利亞警方指出，該男在下午3時墜落約20公尺深的岩縫。傍晚6時，台籍男子的女伴舉報失蹤，警方出動直升機展開空中搜索，在天黑之前發現他。

## 後續發展
臺中市童綜合醫院醫師盧立華表示，楊男骨盆、肋骨及四肢多處骨折，脊椎骨也有幾節骨折，胸、腹部創傷等傷勢嚴重。在6月22日楊成效由專機送返臺灣桃園國際機場，再轉至高雄市長庚醫院治療。透過福爾摩沙救援小組盧立華醫師和高雄市政府社會局的協助下，出面請求外界救助，社會局結合慈善團體捐款，也有醫療單位願先代墊專機救護的款項。但因楊男為了節省出國期間的健保費，而未按月繳交全民健康保險遭退健保。當事件發生後，即便負傷返回台灣治療也無法即時申請健保給付，使得醫院方面著手研議醫療費用事宜。

## 概要
| 時間          | 事件 |
| 2015年6月11日 | 楊成效與友人遊澳大利亚巨岩烏魯魯，回程路上被一處風景吸引，他自認對野外活動拿手，拍到一處漂亮懸崖後，不慎被風吹落20公尺深的岩石裂縫，隨即失去意識，醒來發現全身骨折。 |
| 2015年6月12日 | 由於楊成效卡在深20公尺的隙縫中，救難人員先將擔架垂直吊進隙縫中，再將他慢慢拉上來。為了不讓他因碰撞再度受傷，整個拉起過程持續了好幾個小時。當地警方向媒體證實，男子已在當地時間今日傍晚6時左右，被救難人員拉到直升機降落點，他因摔落裂縫導致腿部骨折及面部擦傷。經過初步傷勢評估後，由直升機送往醫院治療。    |
| 2015年6月22日 | 在澳大利亞烏魯魯巨石受困27小時獲救後，並經歷11天的急救治療、外交協商後，終於回到台灣。而家屬也在上午召開記者會感謝各界協助，楊母林雅玲說目前澳大利亞醫療費用新台幣30萬台幣已結清，但還有救援機、後送費用約新台幣300多萬還沒付，還需要外界幫忙。                                                              |
| 2015年6月30日 | 澳大利亞中部衛生服務中心的一位發言人證實這筆錢是一定要付的。「不具備澳大利亞國民健保資格的人，例如外國遊客等，有責任在接受澳大利亞公共衛生服務系統的治療後，支付醫療費用，」他說，「海外的病人在艾麗絲泉醫院接受治療後，如果沒有有效的旅遊保險，澳大利亞中部衛生服務中心就會為其開出醫療賬單。」             |
| 2015年7月1日  | 雖然楊成效的家人告訴台灣媒體，他們已經按照澳大利亞方面的要求支付了1.2萬澳元，但還有8.4萬澳元尚未付清。另外，北部行政區緊急服務機構的一位發言人說，他無需為當局出動直升機將他從石縫中救出來的費用買單，因為「澳大利亞不會要求獲救者或其家人為搜尋救援服務費用付錢。當局不會要求對方償付，也沒有這樣的政策。」 |

## 影響
| 時間          | 事件 |
| 2015年6月22日 | 高雄市政府社会局介入寻求社会资源协助，有网友就留言当事人出国度假打工，赚取比国内更高的收入，认为社会资源的利用并不恰当；再者，杨男擅自停掉健保，形同放弃医疗保障。                                                                     |
| 2015年6月23日 | 楊男的事件引發社會對度假打工議題的關注，中華民國外交部發言人高安表示，國內早已成立跨部會協調機制，之前透過金管會協調保險同業工會，已推出適合國人度假打工計畫的保險，包括海外醫療及傷害保險等。並提醒臺灣人參與度假打工，務必購買保險。 |